# Pseudoheriades unispinosus
Pseudoheriades unispinosus är en biart som först beskrevs av Heinrich Friese 1925.  Pseudoheriades unispinosus ingår i släktet Pseudoheriades och familjen buksamlarbin. Inga underarter finns listade i Catalogue of Life.